# 313 (album)
313 is een studioalbum van de Amerikaanse muziekgroep Phideaux. Tijdens de opnamesessies voor Chupacabras werd er ook een dag uitgetrokken om eens fijn te musiceren in plaats van zeer precies de richtlijnen te volgen. 313, dat genoemd is naar de dag van opname 13 maart 2004 (Amerikanen schrijven eerst maand, dan dag), kan dus gezien worden als een jamalbum. Bij het terugluisteren na het completeren van Chupacabras bleek de muziek dermate “goed” te zijn, dat het na enig oppoetswerk geschikt was voor commerciële uitgave. Op het album zijn allerlei invloeden te horen van andere muziekgroepen uit de progressieve rock, zoals Electric Light Orchestra en is af en toe de mellotron te horen. Opvallend is ook, dat de liedjes vrij kort duren. Overigens, aanvullende opnamen vonden plaats op 31 maart 2005, uitgave vond plaats op 31 maart 2006. Het album was enige tijd niet verkrijgbaar, maar in 2010 verscheen een geremasterde versie. 

## Musici
- Rich Hutchins – slagwerk
- Mark Sherkus – toetsinstrumenten, waaronder mellotron
- Ariel Farber – zang
- Molly Ruttan Moffat, Linda Ruttan  - zang
- Gabriel Moffat – basgitaar
- Phideaux Xavier – zang, gitaar, piano en allerlei andere instrumenten

## Tracklist
| Nr. | Titel                       | Duur  |
| --- | --------------------------- | ----- |
| 1.  | Railyard                    | 03:32 |
| 2.  | Have You Hugged Your Robot? | 03:08 |
| 3.  | A Storm of Cats             | 02:34 |
| 4.  | Never Gonna Go              | 03:43 |
| 5.  | Pyramid                     | 04:13 |
| 6.  | There's Only One of You     | 02:37 |
| 7.  | Orangutan                   | 02:57 |
| 8.  | Sick of Me                  | 05:41 |
| 9.  | In Search of Bitter Ore     | 04:03 |
| 10. | Body to Space               | 05:33 |
| 11. | Watching Machine            | 02:27 |
| 12. | Run Singing Tiger           | 03:37 |
| 13. | Benediction                 | 04:05 |